# Bayanoun
Bayanoun (tiếng Ả Rập: بيانون) là một thị trấn ở phía bắc Syria, một phần hành chính của quận A'zaz của tỉnh Aleppo, nằm về phía tây bắc của Aleppo. Các địa phương gần đó bao gồm Al-Zahraa và Mayer ở phía bắc và Hreitan ở phía nam. Theo Cục Thống kê Trung ương Syria, Bayanoun có dân số 3,824 trong cuộc điều tra dân số năm 2004.